# Estadi Metropolità
|  | No s'ha de confondre amb Stadium Metropolitano. |

L'Estadi Metropolità (també anomenat Estadi de la Comunitat de Madrid, La Peineta, Estadi Olímpic de Madrid i per qüestions de patrocini Estadio Riyadh Air Metropolitano) és un estadi multiús ubicat a la ciutat de Madrid. Per la seva forma i inclinació (que recorda una pinta tradicional espanyola) l'estadi guanyà ràpidament la denominació popular de La Peineta.
L'estadi fou la seu principal de les candidatures fallides de Madrid per als Jocs Olímpics de 2012 i 2016.
La temporada 2017-2018, el Club Atlético de Madrid abandonà el Vicente Calderón per a instal·lar-se a l'Olímpic de Madrid, amb el nom de Wanda Metropolitano, ara agençat i ampliat per a acollir 73.729 espectadors, convertint-se en el tercer estadi amb més aforament de la Primera Divisió Espanyola de Futbol.
L'Estadi Olímpic de Madrid s'ubica a l'est de la ciutat, al barri de Rosas (districte de San Blas-Canillejas), a poca distància de l'Aeroport de Madrid-Barajas.

## Accessos
L'Estadi Olímpic de Madrid es troba al costat de l'Autovia M-40 i s'hi pot accedir a través de la sortida 10 (Coslada - Avenida de Arcentales) d'aquest vial. Durant els propers anys, es milloraran els accessos amb la M-40 i se'n crearan de nous per connectar l'estadi amb el barri de Las Rosas.
Davant l'estadi s'hi ubica l'estació Estadio Metropolitano de la línia 7 del Metro de Madrid, una de les més àmplies de la xarxa, inaugurada el 5 de maig de 2007. En aquesta estació la línia 7 esdevé MetroEste, una xarxa de metro lleuger, i els usuaris que volen continuar el trajecte (o els que es dirigeixen a alguna de les estacions de metro convencional) han de canviar de tren. D'altra banda, s'ha aprovat la construcció un nou intercanviador de transports sobre l'estació.

## Història
La construcció de l'estadi es va justificar per dotar la ciutat de Madrid i la Comunitat d'una instal·lació d'atletisme d'alt nivell que permetés la celebració de certàmens internacionals. Els principals impulsors del projecte van ser Joaquín Leguina, llavors president de la Comunitat de Madrid i el seu conseller d'Esports, Jaime Lissavetzky (posteriorment secretari d'Estat per a l'Esport). El desembre de 1988, l'Ajuntament de Madrid cedí a la Comunitat uns terrenys de 145 hectàrees del barri de Canillejas, al costat de la M-40, perquè construís l'estadi d'atletisme i al seu voltant un complex amb diverses instal·lacions per a l'entrenament i la competició en diversos esports.
El disseny de l'estadi fou encarregat als arquitectes sevillans Cruz y Ortiz (Antonio Cruz i Antonio Ortiz), autors també de l'Estadi Olímpic de Sevilla. La peculiar forma del projecte presentat (una solitària grada per a 20.000 localitats, que acabaria rebent el sobrenom de "Peineta") va respondre a la necessitat de poder construir un estadi petit-mitjà però que fos fàcilment ampliable en un futur i esdevenir una gran instal·lació, podent acollir fins a 100.000 espectadors. Aquesta reforma dependria sempre que un dels dos grans equips de futbol de la ciutat (Reial Madrid o Atlético) decidís traslladar-se al nou estadi. Les negociacions amb el club blanc no van reeixir perquè preferien reformar i ampliar el seu actual estadi Santiago Bernabeu, l'Atlético, al seu torn, va mostrar un cert interès (la venda del Vicente Calderón eixugaria el deute que tenia l'entitat aleshores i també dotaria el club d'unes instal·lacions més grans, més modernes i millor ubicades), però tampoc no es va poder arribar a un acord.
El 1990 la Reial Federació Espanyola de Futbol es va posar en contacte amb la Comunitat de Madrid perquè l'entitat també tenia previst construir una ciutat esportiva a Madrid. Ambdues parts arribaren a un acord que preveia cedir a la RFEF 26 hectàrees de les 145 inicials per construir un complex esportiu que a banda de les oficines de la federació i de diversos camps de futbol inclouria també una residència per a esportistes, pistes de tennis i futbol sala, piscines, etc. i un complex d'oci amb hotels i cinemes.
Finalment, l'estadi es va construir amb la seva configuració inicial, que encara manté en l'actualitat. L'Estadi de la Comunitat de Madrid va costar 7.500 milions de pessetes (uns 45 milions d'euros al canvi oficial) i fou inaugurat el 6 de setembre de 1994.
El 25 de juny de 2005 ETA feu explotar un cotxe bomba que havien aparcat prèviament dins l'aparcament de l'estadi. L'atemptat no causà cap víctima ni tampoc danys materials de consideració.

### Candidatures olímpiques de Madrid
Ja durant la construcció de l'estadi es comentà que podria esdevenir la seu d'uns Jocs Olímpics de Madrid, però donada la proximitat dels jocs celebrats a Barcelona l'any 1992 seria un projecte a mig-llarg termini; No obstant això, Sevilla va ser la següent ciutat espanyola que intentà ser nominada per acollir els Jocs. Els andalusos van presentar una candidatura per a les edicions de l'any 2004 i 2008, però en ambdues ocasions no van poder passar el tall inicial del COI.
Interpretant que el doble fracàs sevillà donava legitimat a una altra ciutat de l'Estat per a presentar-se a la cursa olímpica, el ple de l'Ajuntament de Madrid aprovà el 2000 la candidatura de Madrid per acollir els Jocs Olímpics de 2012. Sevillà ho intentà per tercer cop, però el Comitè Olímpic Espanyol es decantà per Madrid 157 vots a favor i 103 en contra.
L'escenari principal del projecte de Madrid 2012 era un estadi de 'La Peineta' remodelat per acollir més de 60.000 espectadors i esdevenir estadi olímpic, que com és habitual als Jocs Olímpics acolliria les proves d'atletisme i les cerimònies d'inauguració i clausura. Els autors de la reforma serien els andalusos Cruz y Cruz, autors també de l'estadi original. També llavors es va preveure que l'estadi es convertiria eventualment en un estadi de futbol, perdent la pista d'atletisme i també augmentat la capacitat fins a uns 73.000 localitats.

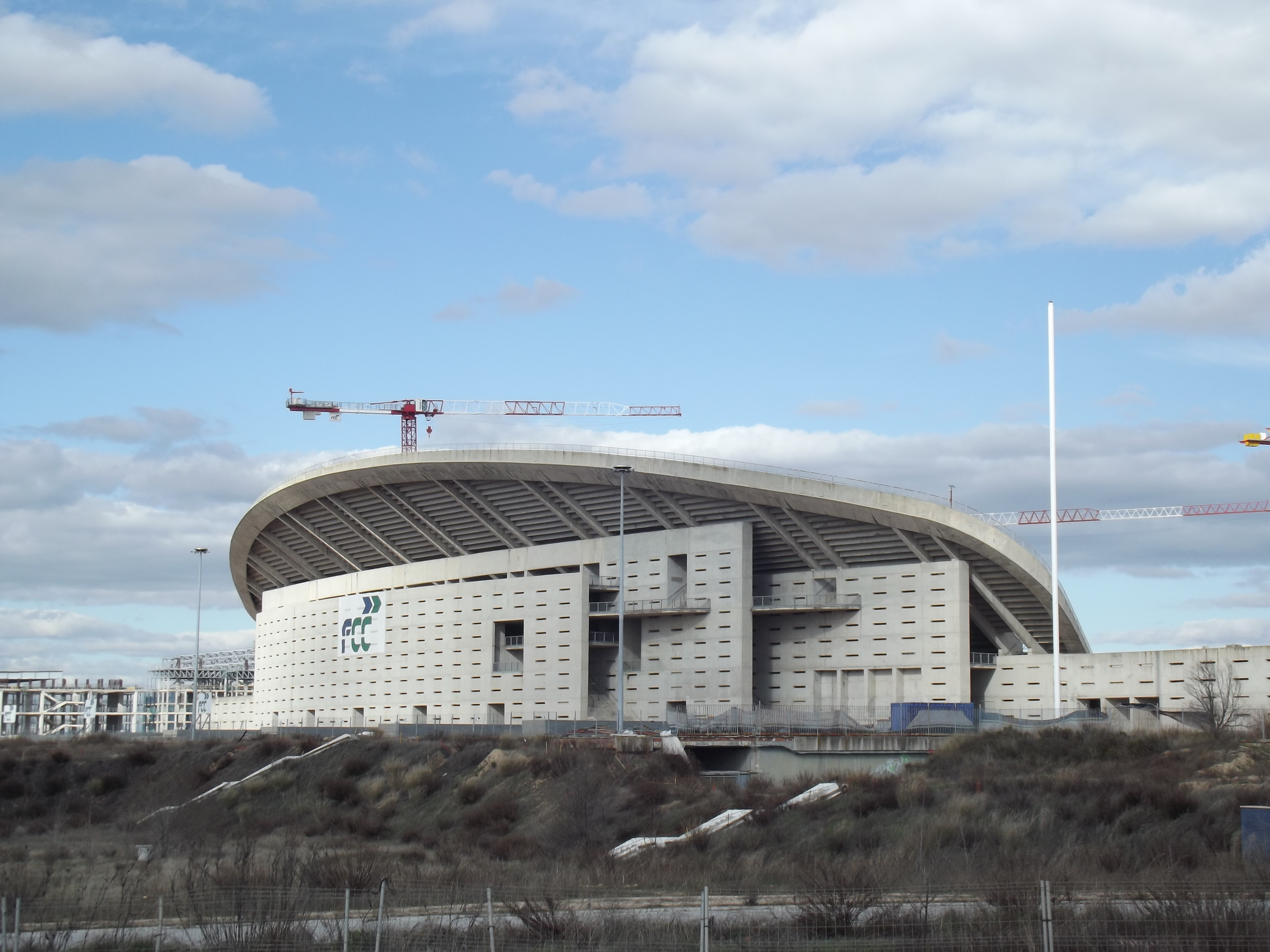
La Peineta el febrer de 2014

Madrid va perdre a la votació final d'elecció de la seu dels Jocs Olímpics en favor de Londres, però poc després s'anuncià que la ciutat ho tornaria a provar per als de 2016. Madrid 2016, que aquesta vegada no va tenir cap ciutat rival a Espanya, presentava algunes diferències respecte a l'anterior, però conservava la remodelació de l'Estadi de la Comunitat de Madrid per a esdevenir estadi olímpic. El COI va valorar molt positivament la candidatura de Madrid i entre d'altres aspectes obtingué la màxima puntuació de totes les ciutats participants quant a seus esportives, un 8,8 que superava el 8,5 de Madrid 2012. No obstant això, la capital espanyola fou novament derrotada, perdent davant de Rio de Janeiro a la darrera votació del COI.
No s'ha posat en marxa oficialment una tercera candidatura de Madrid als Jocs de 2020, i és possible que fins al 2011 no es prengui una decisió En tot cas, el projecte podria tornar a incorporar l'Estadi Olímpic de Madrid, ja que l'acord subscrit entre l'Ajuntament i l'Atlètic de Madrid contempla que el club conservarà la pista d'atletisme en cas que Madrid es presentés als Jocs de 2020 o 2024.

### Acord amb l'Atlético de Madrid
Un acord entre l'Ajuntament de Madrid i el Club Atlético de Madrid permetia que aquesta entitat esportiva abandonés el seu estadi, Vicente Calderón, per a instal·lar-se a l'Olímpic de Madrid, que prèviament seria remodelat i ampliat per a tenir 66.000 localitats, totes cobertes. Si Madrid no era escollida seu per a acollir els Jocs Olímpics de 2020 o 2024 (o després de celebrar-los en cas de guanyar), el club podria suprimir la pista d'atletisme, guanyant espai fins a arribar a les 73.729 localitats. A més, l'estadi passaria a ser propietat de l'entitat esportiva. En un espai de l'estadi s'hi instal·larà un columbari que conservarà les cendres dels seguidors difunts que hagin llogat l'espai.
Després de la derrota de la candidatura de Madrid l'any 2009, es van fer moltes propostes per a l'ús futur de l'estadi. Finalment, l'11 de setembre de 2013, l'Atlètic de Madrid va anunciar els seus plans per construir un estadi sobre la ubicació de La Peineta. Així, la propietat va ser transferida oficialment al club.
El nou estadi substituiria l'estadi Vicente Calderón a l'inici de la temporada 2017-18. El 9 de desembre de 2016, el club va anunciar que el nom oficial de l'estadi reformat seria Wanda Metropolitano: Wanda per motius de patrocini i Metropolitano a causa del nom de l'històric estadi que va allotjar els partits de l'Atlético abans del Vicente Calderón.
Té capacitat per a 67.703 espectadors, amb seients d'espectadors cobertes per un nou sostre. Hi haurà 4.000 places d'aparcament disponibles; 1,000 a l'interior de l'edifici de l'estadi i 3,000 a l'exterior de l'edifici. A partir del 15 d'abril de 2017, els aficionats del club havien reservat uns 48.500 abonaments de temporada.
El 17 de setembre de 2017, va tenir lloc la inauguració del Wanda Metropolitano, en un partit de la Lliga 2017-18 entre l'Atlètic de Madrid i el Màlaga CF. Hi va assistir el rei Felip VI d'Espanya i Antoine Griezmann va marcar l'únic gol. El 27 de setembre de 2017, el Wanda Metropolitano va acollir el seu primer partit de la UEFA Champions League. El Chelsea FC va vèncer a l'Atlètic de Madrid per 1-2, convertint-se en el primer club anglès a derrotar-los a casa en qualsevol competició de clubs europea i el primer equip visitant a guanyar al nou estadi.
El 20 de setembre de 2017, el Comitè Executiu de la UEFA va fer públic que l'estadi Metropolità acollirà la final de la Lliga de Campions de la temporada 2018-19. De la mateixa manera, la final de la Copa del Rei 2017-18 entre el FC Barcelona i el Sevilla FC es va celebrar a l'estadi Metropolità el 21 d'abril de 2018.

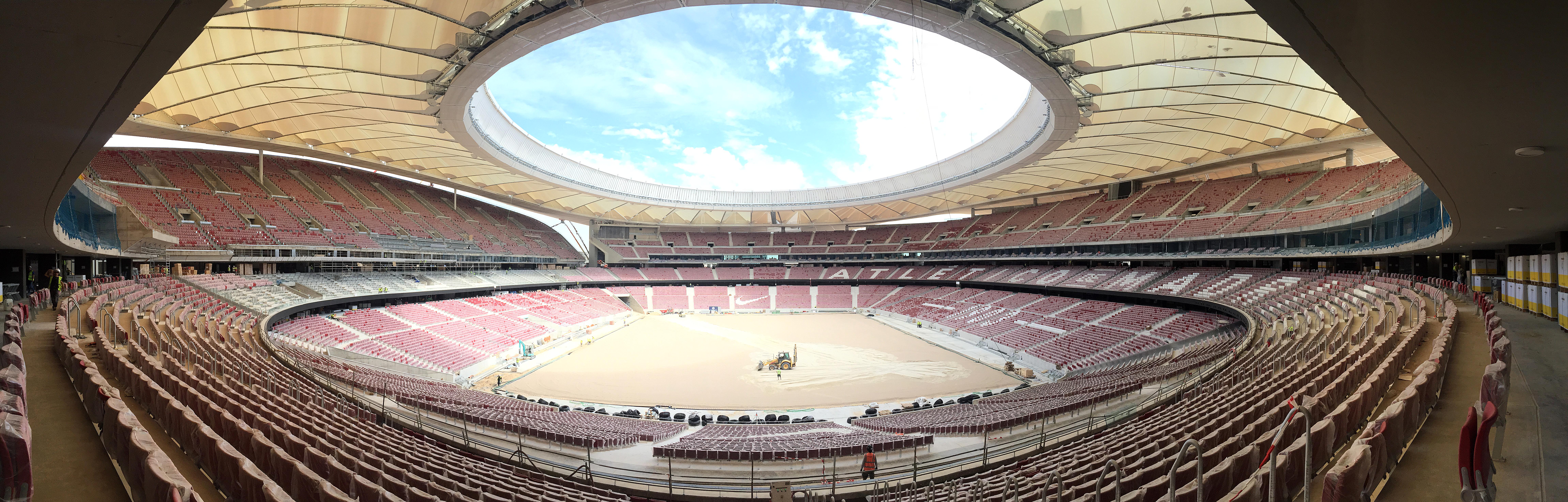
Panoràmica interior de l'estadi durant l'última fase d'obres el 2017.